# 住田紗里
住田紗里（1994年—）是一位日本女性播報員，目前所屬電視台為朝日電視台。

## 經歷
日本東京都出身，身高164公分，在比利時度過中學及高校生活。從慶應義塾大學法學部政治學科畢業後，2018年4月1日正式進入朝日電視台擔任主播。同期入社的主播還包括並木萬里菜、柳下圭佑。
特長是古典芭蕾、潛水。興趣為觀賞歐洲足球賽事、剪紙。目前持有汽車駕照和實用英語技能檢定準1級、實用法語技能檢定測驗準2級證書。

## 主持節目

### 現在主持節目
- 《祈願排行榜（日语：お願い!ランキング）》（2018年10月4日 - ） - 記者
- 《週刊News Leader（日语：週刊ニュースリーダー）》（2018年10月6日 - ） - 主持
- 《無料屋（日语：無料屋）》（2019年2月1日 - ） - 主持
- 《AbemaNews》（星期四19:00 - 21:00）

### 過去主持節目
- 《全國高校棒球選手權大會直播（日语：全国高校野球選手権大会中継）》（2018年、朝日放送電視台） - 「燃燒吧!火球阿爾卑斯」單元記者

## 外部連結
- テレビ朝日アナウンサーズ・住田紗里（页面存档备份，存于） （日語）